# 马站遗址
马站遗址，位于中国河北省张家口市小古城，为张家口市怀来县的一个省级文物保护单位，类型为古遗址，公布时间为1982年7月23日。
马站遗址的历史年代为新石器时代。